# Jaroslav Blažek (politik)
Jaroslav Blažek (7. května 1882 Podmokly – ???) byl československý politik a meziválečný poslanec Národního shromáždění za Československou sociálně demokratickou stranu dělnickou, později za Komunistickou stranu Československa.

## Biografie
Podle údajů k roku 1920 pocházel z Loun a zastával profesi dílovedoucího Československých státních drah.
Po parlamentních volbách v roce 1920 získal za Československou sociálně demokratickou stranu dělnickou mandát v Národním shromáždění. Mandát získal za sociální demokraty, v průběhu volebního období ale přešel do nově vzniklé Komunistické straně Československa.